# حيد وسط محيط

نظرة تقريبية لطبوغرافية ظهر المحيط يظهر صعود الماغما من الحجرة بالأسفل، مكونة صفيخة محيطية جديدة تنتشر بعيدا عن حافة ظهر المحيط A

حيد وسط محيط أو حيد وسط محيطي أو ظهر محيط أو أعراف منتصف محيط أو حافة وسط محيط (بالإنجليزية: Mid-Oceanic Ridge) هو نظام جبلي يقع في قاع المحيط، ويتكوّن نتيجة لحركة الصفائح التكتونية. يبلغ عمقه عادة نحو 2,600 متر (8,500 قدم)، ويرتفع حوالي 2,000 متر (6,600 قدم) فوق أعمق أجزاء أحواض المحيطات. وتُعدّ هذه السمة الجيولوجية الموقع الذي تحدث فيه عملية تباعد قاع المحيط، على طول حدود الصفائح المتباعدة.
ينتج قاع المحيط الجديد وغلافه الصخري من تدفق المواد من وشاح الأرض نحو الأعلى استجابةً لانفصال الصفائح. ويصعد هذا الانصهار على شكل صهارة عبر نقطة الضعف الخطية بين الصفائح المتباعدة، ويخرج على شكل حمم بركانية، مكوّناً قشرة محيطية وغلافاً صخرياً جديدين بعد أن يبرد.
أول حيد محيطي تم اكتشافه كان حيد وسط الأطلسي، وهو مركز تباعد يفصل بين حوضي المحيط الأطلسي الشمالي والجنوبي؛ ومن هنا جاء اسم "الحيد المحيطي المتوسط". معظم مراكز التباعد في المحيطات لا تقع في منتصف أحواض المحيطات التي تحتويها، ومع ذلك يُطلق عليها تقليديًا اسم "الحيد المحيطي المتوسط". وترتبط الحيود المحيطية حول العالم ببعضها البعض عبر حدود الصفائح التكتونية، ويشبه أثرها عبر قاع المحيط الخياطة الموجودة على كرة البيسبول. ويُعدّ نظام الحيد المحيطي المتوسط أطول سلسلة جبلية على سطح الأرض، حيث يمتد لمسافة تُقدّر بنحو 65,000 كيلومتر (40,000 ميل).

## النظام العالمي
معظم الحيود المحيطية في العالم مترابطة وتشكّل ما يُعرف باسم الحيد المحيطي العالمي، وهو نظام جبلي ممتد عبر قيعان المحيطات في جميع أنحاء العالم، ويُعدّ أطول سلسلة جبلية على سطح الأرض. يبلغ طول هذا النطاق الجبلي المتصل حوالي 65,000 كيلومتر (40,400 ميل)، وهو أطول بعدة مرات من جبال الأنديز، التي تُعدّ أطول سلسلة جبلية قارية. ويبلغ الطول الإجمالي لنظام الحيود المحيطية العالمي نحو 80,000 كيلومتر (49,700 ميل).

## الوصف

### الشكل الجيومورفولوجي

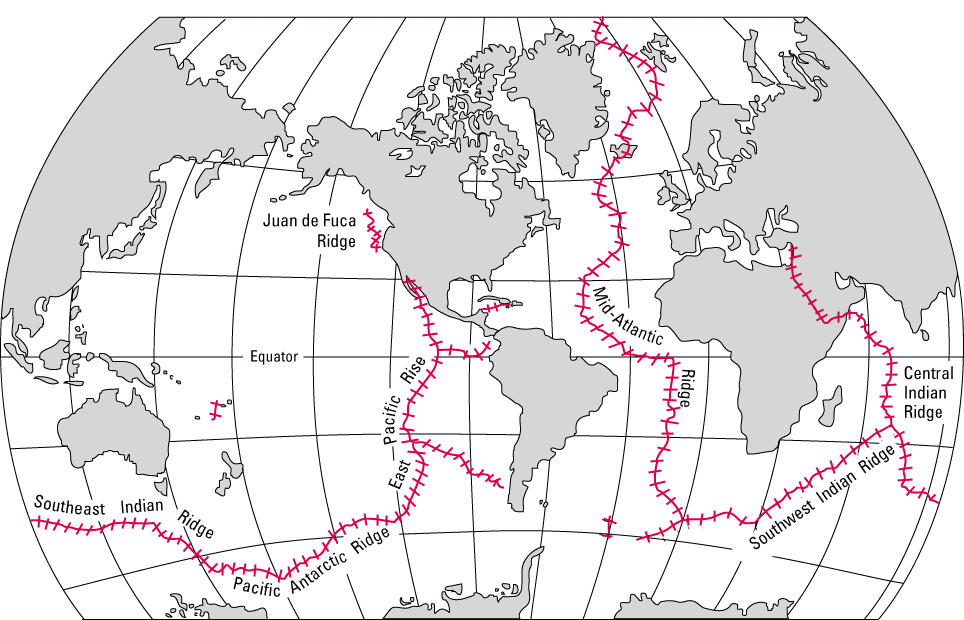
التوزيع العالمي للتلال المحيطية الوسطى

عند مركز التمدد في الحيود المحيطية، يبلغ عمق قاع البحر حوالي 2,600 متر (8,500 قدم). وعلى جوانب الحيد، يرتبط عمق قاع البحر (أو ارتفاع موقع على الحيد فوق مستوى مرجعي) بعمر الليثوسفير (الطبقة الصخرية التي يُقاس عندها العمق). يمكن نمذجة العلاقة بين العمق والعمر باستخدام نموذج تبريد لصفيحة ليثوسفيرية أو لنصف مساحة من الوشاح الأرضي. وتُعد العلاقة التقريبية الجيدة أن عمق قاع البحر عند نقطة على الحيد المحيطي يكون متناسبًا مع الجذر التربيعي لعمر القاع. أما الشكل العام للحيود فينتج عن مبدأ توازن القشرة الأرضية: فبالقرب من محور الحيد، يوجد وشاح ساخن منخفض الكثافة يدعم القشرة المحيطية. ومع ابتعاد الصفيحة المحيطية عن محور الحيد وتبريدها، تصبح أكثر سماكة وكثافة، وبالتالي فإن القاع الأقدم يكون أعمق بسبب وجود مادة أكثر كثافة تحته.
معدل التمدد هو السرعة التي يتوسع بها حوض المحيط نتيجة لتمدد قاع البحر. يمكن حساب المعدلات من خلال رسم خرائط للشذوذات المغناطيسية البحرية الممتدة عبر الحيود المحيطية. فعندما يبرد البازلت المتبلور عند محور الحيد تحت درجات حرارة نقاط كوري لأكاسيد الحديد-التيتانيوم المناسبة، يتم تسجيل اتجاهات المجال المغناطيسي الموازي لمجال الأرض في هذه الأكاسيد. وتشكل هذه الاتجاهات سجلًا لانعكاسات المجال المغناطيسي الأرضي عبر الزمن. ونظرًا لأن هذه الانعكاسات حدثت في فترات زمنية معروفة، يمكن استخدام هذا النمط لتحديد عمر القشرة؛ ومن ثم، بحساب المسافة من المحور يمكن تحديد معدل التمدد.
تتراوح معدلات التمدد بين نحو 10–200 مم/سنة. فمثلًا، الحيود البطيئة التمدد كحيد وسط الأطلسي تُظهر انحدارًا أكثر حدة من الحيود السريعة مثل حيد شرق المحيط الهادئ، وذلك في نفس فترة التبريد. وتمتاز الحيود البطيئة (<40 مم/سنة) بوجود وديان صدعية كبيرة، قد يصل عرضها إلى 10–20 كم (6.2–12.4 ميل)، وتضاريس وعرة جدًا عند قمتها بارتفاعات تصل إلى 1,000 متر (3,300 قدم). أما الحيود السريعة (>90 مم/سنة) مثل حيد شرق الهادئ، فإنها تفتقر إلى هذه الوديان.
يتراوح معدل التمدد في شمال الأطلسي حول 25 مم/سنة، بينما في المحيط الهادئ يبلغ بين 80–145 مم/سنة. وأعلى معدل مسجل هو أكثر من 200 مم/سنة في عصر الميوسين عند حيد شرق الهادئ. تُعرف الحيود التي يقل معدل تمددها عن 20 مم/سنة باسم "الحيود فائق البطء (مثل حيد جاكل في المحيط المتجمد الشمالي وحيد جنوب غرب الهند).
يرتبط محور التمدد عادة بفالق تحويلي متعامد عليه. أما جوانب الحيود المحيطية فعادة ما تحتوي على آثار غير نشطة لهذه الفوالق تُعرف باسم مناطق الكسر. أما في المناطق ذات معدلات التمدد الأعلى، فغالبًا ما تُلاحظ مراكز تمدد متداخلة تفتقر إلى فوالق تحويلية بينية. ويتغير عمق المحور بطريقة منهجية، إذ يكون أكثر ضحالة بين الانقطاعات مثل الفوالق التحويلية أو المراكز المتداخلة، ويُقسم إلى مقاطع. وتُفسّر هذه الاختلافات غالبًا بتفاوت إمدادات الصهارة إلى مركز التمدد. وتُظهر الحيود فائق البطء مقاطع ذات نشاط بركاني وأخرى عديمة النشاط، بدون فوالق تحويلية.

## معرض صور

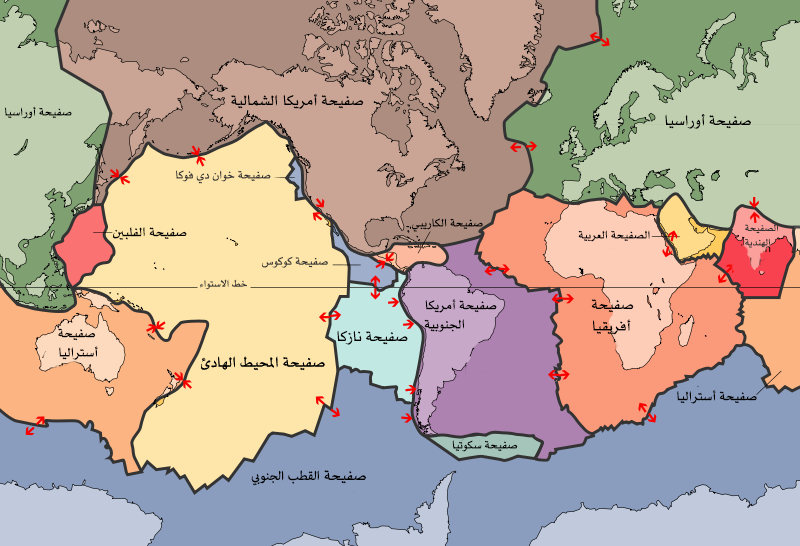